# فيونا فرازير
فيونا فرازير (6 سبتمبر 1980 - ) (بالإنجليزية: Fiona Fraser)‏ هي لاعبة كريكت نيوزلندية. شاركت مع منتخب نيوزيلندا الوطني للكريكت.

## وصلات خارجية
- فيونا فرازير على موقع إي آس بي آن كريك إنفو (الإنجليزية)